# Bisdom Tonga
Het bisdom Tonga, is een rooms-katholiek bisdom in Tonga. De bisschop is sinds 2008 Soane Patita Paini Mafi.